# Суміжні права

Міжнародний символ суміжних прав

Сумі́жні права́ (англ. related rights) — тип прав на інтелектуальну власність, спрямованих забезпечити охорону інтересів фізичних та юридичних осіб, що сприяють створенню творів, які після створення стають доступними для широкого загалу.

## Система міжнародної охорони суміжних прав
Першим міжнародно-правовим документом, спрямованим на захист суміжних прав була Міжнародна конвенція про охорону інтересів виконавців, виробників фонограм і організацій мовлення, прийнята у Римі 26 жовтня 1961 року. На відміну від більшості міжнародних конвенцій, які приймалися із метою систематизувати та уніфікувати вже існуюче нормативно-правове регулювання, Римська конвенція стала спробою установити міжнародні норми у відносно юридичної концепції, що на момент розробки цього міжнародно-правового документу ще не знайшла достатнього закріплення у національному законодавстві.
Із часу прийняття Римської конвенції національні стандарти захисту суміжних прав значною мірою еволюціонували і тепер перевищують рівні охорони, встановлені самою конвенцією. Реакцією на ці зміни став Договір Всесвітньої організації інтелектуальної власності про виконання і фонограми, прийнятий на дипломатичній конференції Всесвітньої організації інтелектуальної власності 20 грудня 1996 року .

## Розуміння суміжних прав в українському законодавстві
Згідно з Законом України «Про авторське право та суміжні права», об'єктами суміжних прав, незалежно від призначення, змісту, способу і форми вираження, є:
1) виконання;
2) фонограма;
3) відеограма;
4) програма організації мовлення.

## Термін охорони суміжних прав
Згідно з Римською конвенцією строк охорони суміжних прав має складати щонайменше 20 років починаючи з останнього дня року, у якому відбулося виконання, було здійснено запис фонограми або було вперше сповіщено передачу мовлення.
Згідно з Угодою щодо торгових аспектів прав інтелектуальної власності (ТРІПС) права виконавців та виробників фонограм охороняються протягом щонайменше 50 років починаючи із останнього дня року, у якому відбулося виконання або було здійснено запис фонограми, та протягом щонайменше 20 років, починаючи з останнього дня року, коли було вперше сповіщено передачу мовлення.
В Україні суміжні права на усі види об'єктів (виконання, фонограми, передачі мовлення) охороняються протягом 50 років від дати першого запису виконання, першого опублікування або запису фонограми та першого публічного сповіщення передачі мовлення. Закінчення реченців захисту настає 1 січня року, наступного за роком, у якому закінчилися передбачені законодавством строки захисту. 